# Eudorylas curvicaudatus
Eudorylas curvicaudatus är en tvåvingeart som beskrevs av José Albertino Rafael 1996. Eudorylas curvicaudatus ingår i släktet Eudorylas och familjen ögonflugor.
Artens utbredningsområde är Dominikanska republiken. Inga underarter finns listade i Catalogue of Life.